# L'Éternaute (série télévisée)
Cet article concerne la mini-série. Pour la bande dessinée, voir L'Éternaute.
Production
Diffusion
L'Éternaute (El Eternauta) est une mini-série télévisée argentine en six épisodes de 55 minutes, créée par Bruno Stagnaro et diffusée le 30 avril 2025 en intégralité sur la plateforme Netflix,.
Il s'agit de l'adaptation de la bande dessinée argentine du même titre, créée par Héctor Germán Oesterheld et Francisco Solano López, publiée en 1957.

## Synopsis
Une tempête de neige toxique tombe sur Buenos Aires (Argentine) par surprise, terrassant presque toute vie en quelques heures. Juan Salvo, vétéran de la guerre des Malouines, se prépare, avec ses amis, pour survivre à la chute de neige, en fabriquant des vêtements de protection pour ensuite rassembler des vivres, et à l'invasion extraterrestre sur Terre,.

## Distribution

### Acteurs principaux
- Ricardo Darín (VF : Bernard Bollet) : Juan Salvo
- Carla Peterson (VF : Anne Dolan) : Elena, ex-épouse de Juan Salvo
- César Troncoso (es) (VF : Bernard Métraux) : Alfredo « Tano » Favalli
- Andrea Pietra (es) (VF : Sophie Planet) : Ana, épouse de Tano
- Ariel Staltari (es) (VF : Charles Mendiant) : Omar
- Marcelo Subiotto (es) (VF : Sacha Petronijevic) : Lucas Herbert, ami de Juan Salvo
- Claudio Martínez Bel (VF : Diego Asensio) : Ruso Polsky, ami de Juan Salvo

### Acteurs secondaires
- Mora Fisz (VF : Laure Filiu) : Clara Salvo, fille de Juan et Elena (épisodes 1, 4 et 6)
- Orianna Cárdenas (VF : Ludivine Maffren) : Ingrid « Inga »
- Aron Park : Pablo (épisodes 3 et 6)
- Gabriel Fernández (VF : Patrick Bonnel) : Roberto (épisodes 3, 5 et 6)
- Thiago Uriel Aguiar : Jorgito (épisode 4 et 6)
- Raúl Esteban Gigena : Raúl (épisodes 4 et 6)
- Charly Velasco (VF : Florent Pochet) : Bob (épisodes 4, 5 et 6)
- Claudia Vivian Schijman : Claudia (épisodes 4 et 6)
- Paloma Alba : Pecas (épisodes 4 et 6)
- Byron Barbieri (VF : Tom Trouffier) : Tony (épisodes 4 et 6)

### Invités
- Ernestina Gatti : Tati (épisode 1)
- Mercedes Barranus : Loli (épisode 1)
- Ricardo Federico García (VF : Patrick Raynal) : Rengo (épisodes 1 et 4)
- Fabio Taphanel : Vicente (épisode 1)
- Mario Vidal : Alessio (épisode 1)
- Ramiro Vayo : Ramiro (épisode 2)
- Mercedes Moltedo : Paula (épisode 2)
- Facu Baban : vecino de Elena (épisode 2)
- Andrea Strenitz : Zulma (épisode 2)
- Agustín Chenaut : Gerardo (épisode 2)
- Diego Julio : Rubén (épisode 2)
- Graciela Cravino : Susana (épisode 2)
- Carlos March (VF : Gérard Darier) : Charly (épisode 2)
- Marcelo Xicarts : Oscar (épisode 2)
- Jesús Miseli : George (épisode 3)
- Guillermo Jacubowicz (VF : Bruno Magne) : Benito (épisodes 3 et 5)
- Lautaro Murúa : Horacio (épisodes 3 et 5)
- Joaquín Acebo : Micky Roberts (épisodes 4 et 5)
- Corina Romero : Rita (épisode 4)
- Daniela Pal : Adriana (épisodes 5 et 6)
- Pablo Cernadas (VF : Olivier Cordina) : Juanca (épisode 5)
- Mora Recalde : Caro (épisode 5)
- Abel Edgardo Ledesma : Alberto (épisode 5)
- Jorge Sesán (es) (VF : Martial Le Minoux) : Franco (épisodes 5 et 6)
- Alejandro Sosa : Suruka (épisode 6)
- Leandro Sandonato (es) (VF : Alexandre Gillet) : Ruperto Mosca (épisode 6)

 Source et légende : version française (VF) sur RS Doublage et selon les cartons du doublage français.

## Production

### L'Éternaute

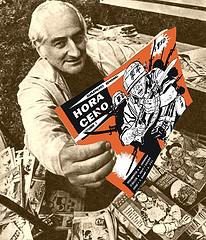
Oesterheld en 1957, avec L'Éternaute sur la couverture de Hora Cero Semanal.

L'Éternaute est une bande dessinée argentine créée par Héctor Germán Oesterheld (1919‑1978) et le dessinateur Francisco Solano López (1928‑2011), publiée du 4 septembre 1957 au 9 septembre 1959 dans la revue Hora Cero Semanal,. Bien qu'elle ait connu le succès auprès des lecteurs, sa suite, intitulée L’Éternaute II, exaltant l'engagement politique, est publiée en 1976. Celle-ci représente également la dernière œuvre réalisée par Héctor Germán Oesterheld, qui, à cette époque, appartenait déjà à l'organisation Montoneros, avant d'être arrêté à La Plata, puis à jamais disparu, l'année suivante, le 27 avril 1977, pendant la dernière dictature civique-militaire en Argentine.

### Développement
À l'origine, Adolfo Aristarain, Fernando Solanas, Damián Szifrón, Gustavo Mosquera, Lucrecia Martel et Alex de la Iglesia se sont intéressés à l'adaptation de L'Éternaute, sauf qu'aucun d'eux n'a pu réaliser en raison du budget élevé.
Le 18 février 2020, le journaliste argentin, Jorge Rial, lance la nouvelle sur son poste de X, soulignant que Netflix vient de signer un contrat pour diffuser L'Éternaute sur sa plateforme, prête à investir une valeur d'environ 15 millions de dollars. Le lendemain, lors d'une conférence de presse, tenue à l'Usina del Arte, dans le quartier de La Boca, à Buenos Aires, Reed Hastings, cofondateur et directeur de Netflix, confirme produire la série qui est produite par K&S Films et dirigée par Bruno Stagnaro, en tant que scénariste et réalisateur, avec la participation de Martín Mórtola Oestherheld, petit-fils de l'auteur de L'Éternaute, en tant que consultant en créativité :

« (…) nous travaillons avec Bruno Stagnaro sur le développement des scénarios de son adaptation de L'Éternaute. L'histoire de la résistance de Juan Salvo et de son courageux groupe de combattants est un véritable défi pour l'ensemble du média audiovisuel argentin, de la science-fiction avec un regard local, de cet « hémisphère austral qui fait également partie de la planète », dirait mon très cher grand-père. »

— Martín Mórtola Oestherheld.
Selon Netflix, le tournage aurait lieu à la fin de l'année 2021 ou au début de l'année 2022.
À la mi-mai 2023, révèle le commencement du tournage, et que la mini-série contiendrait six épisodes écrits par Bruno Stagnaro promettant « d'être fidèle à l'histoire », avec Ariel Staltari.
À la mi-septembre 2024, une première bande annonce est dévoilée.
Le 6 mai 2025, Netflix confirme la seconde saison.

### Attribution des rôles
|  |

Le 24 avril 2023, Ricardo Darín est confirmé pour participer à la mini-série dans le rôle de Juan Salvo. C'est sa première participation avec la production Netflix. Le 12 mai de la même année, la distribution est finalement complète avec Carla Peterson, César Troncoso, Andrea Pietra, Ariel Staltari, Marcelo Subiotto, Claudio Martínez Bel, Orianna Cárdenas et Mora Fisz.

### Tournage
Le tournage débute le 12 mai 2023 dans la ville de Buenos Aires,, et s'achève en décembre de la même année.
Il a lieu dans la zone nord du Grand Buenos Aires, pour utiliser l'Avenue Maipú (es) enneigée vers le pont de Saavedra (es), dans le quartier de Saavedra, du côté de Vicente López, ainsi que l'avenue General Paz, d'où l'abandon des voitures et camions sur tout le long de l'autoroute, puis les partidos de San Isidro et de San Fernando.
La maison de Tano et Ana Favalli se trouve au coin des rues Florencio Varela et Acassuso, dans le partido de San Isidro, à Beccar,.
Il a également lieu aux studios Cacodelphia pour la production virtuelle, « faire fonctionner toute cette création numérique, de la capturer par la caméra et de la rendre crédible. Que le mouvement de la perspective soit généré en temps réel », explique le directeur, Gastón Gallo.
La production a utilisé la Plaza Italia de l'avenue de Santa Fe, le stade monumental de River Plate, la place des Barrancas de Belgrano (es) et la place du Congrès.

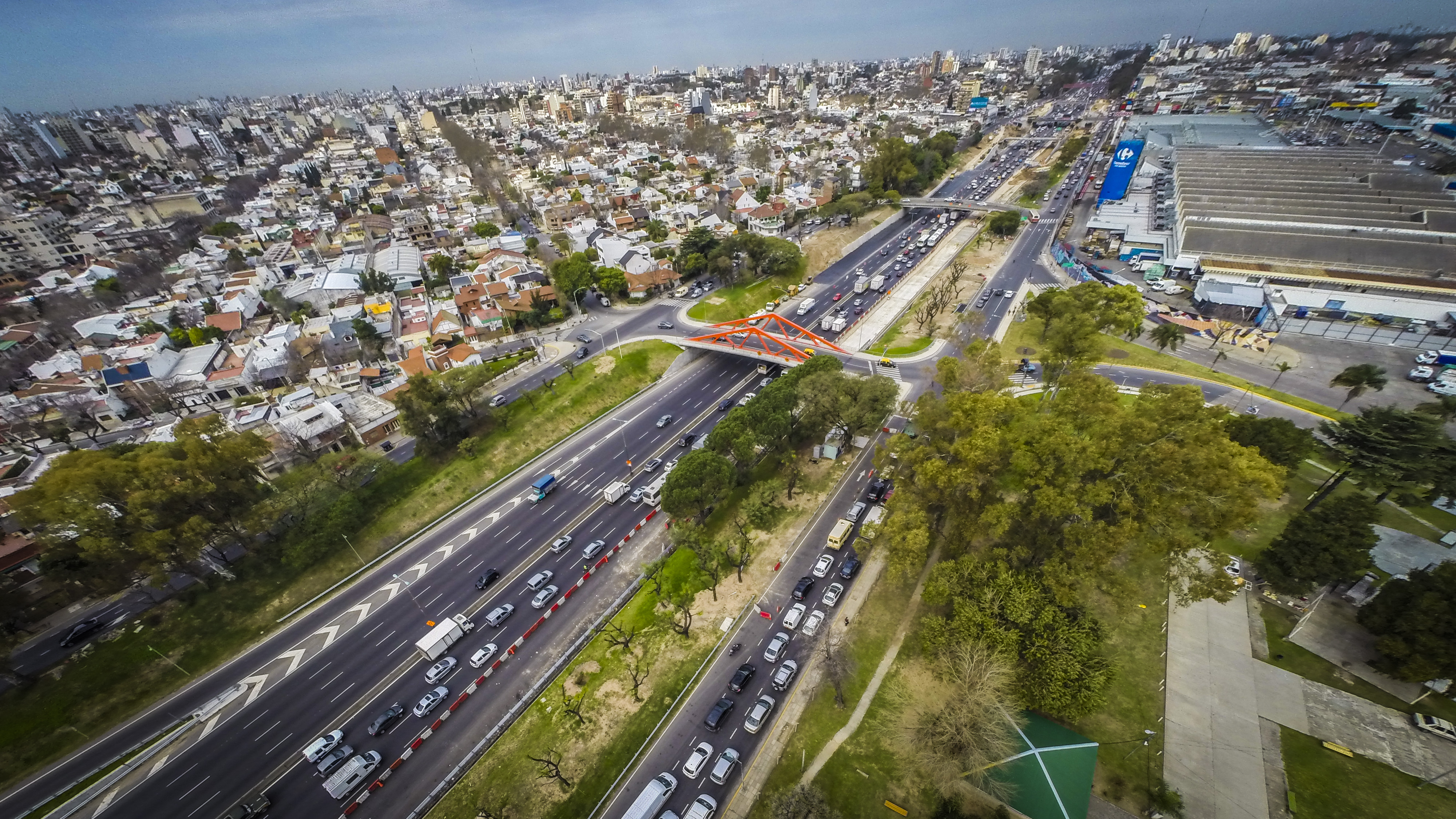
L'avenue General Paz
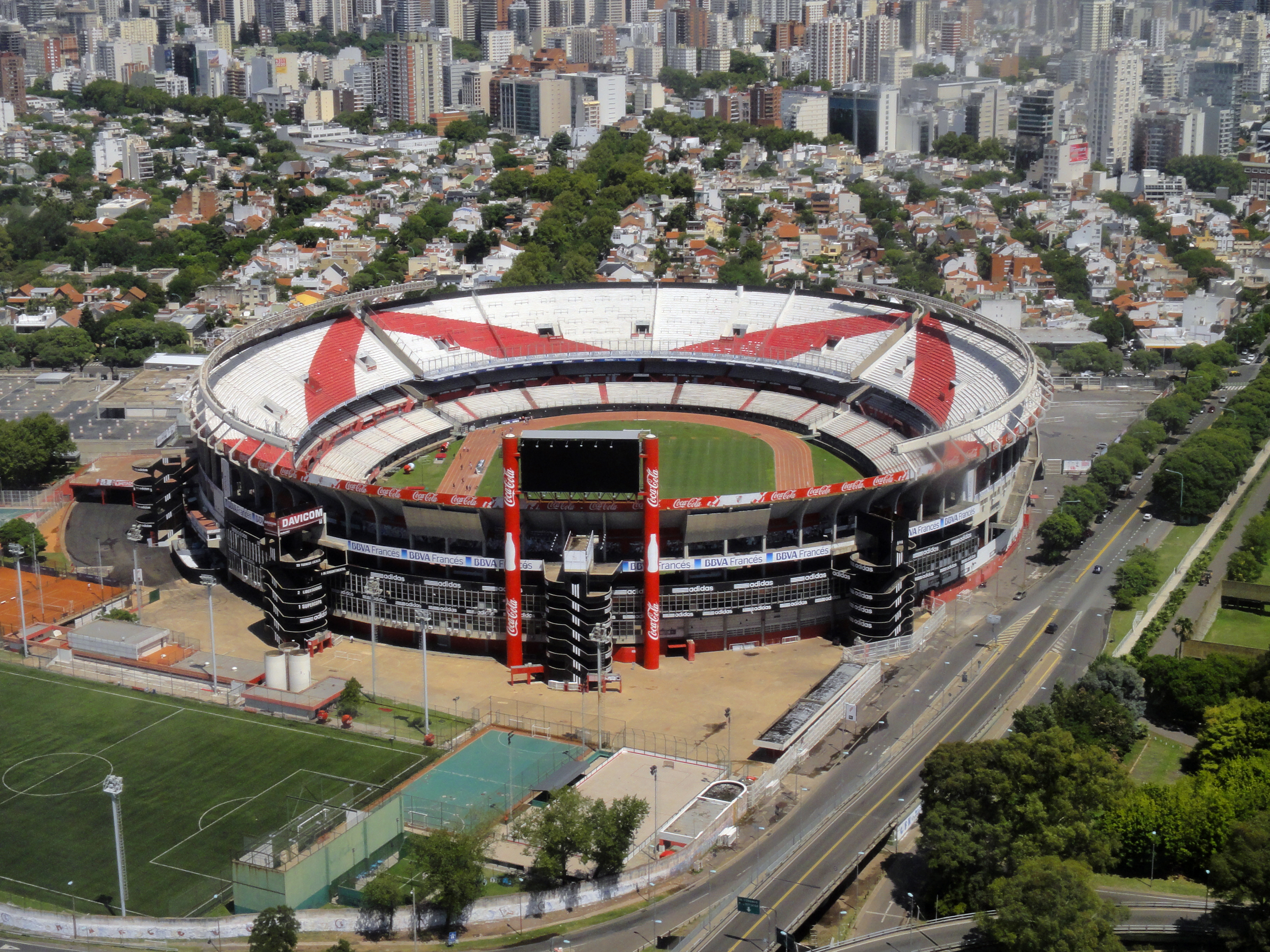
Le stade monumental de River Plate
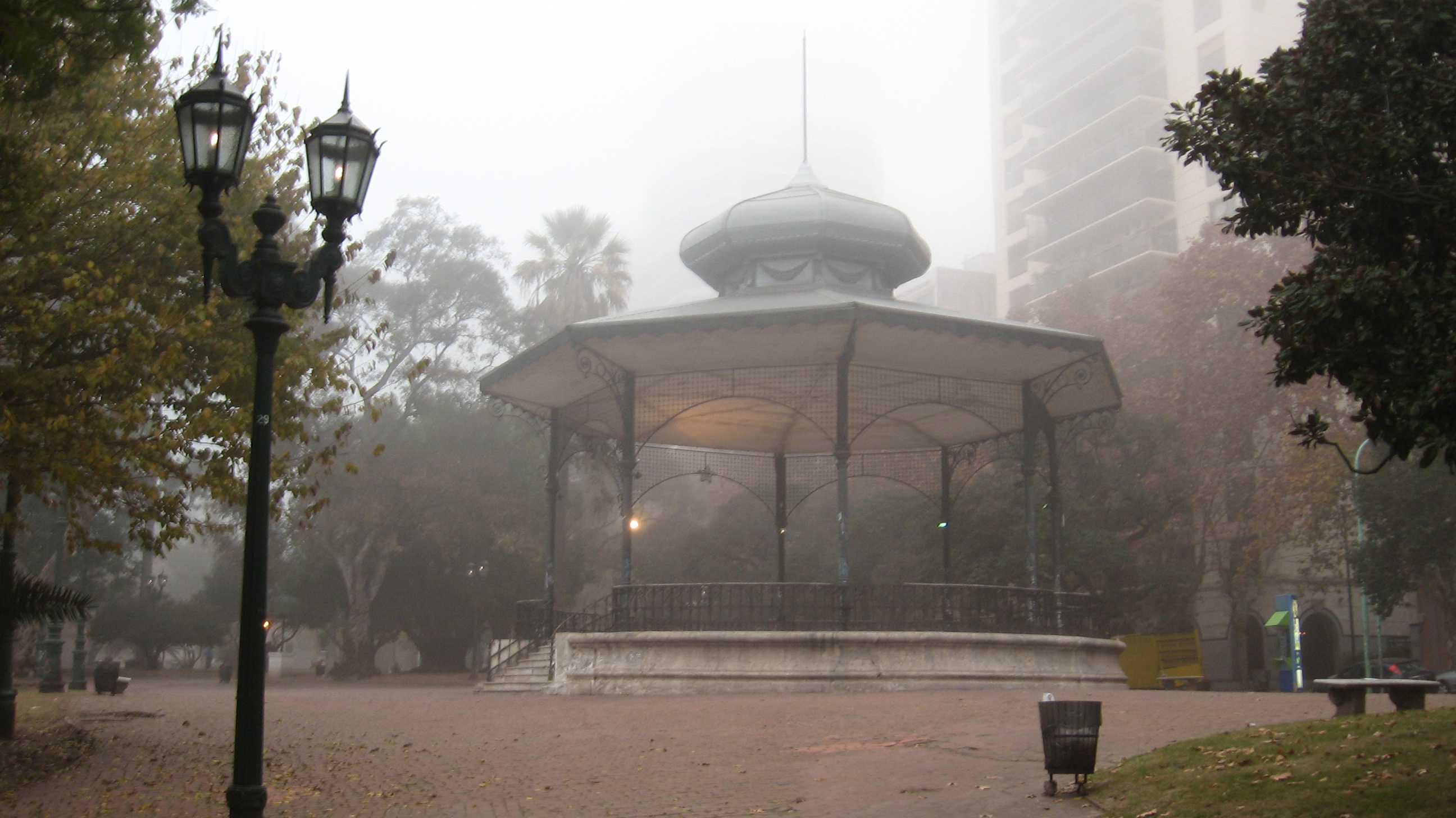
Le kiosque des Barrancas de Belgrano
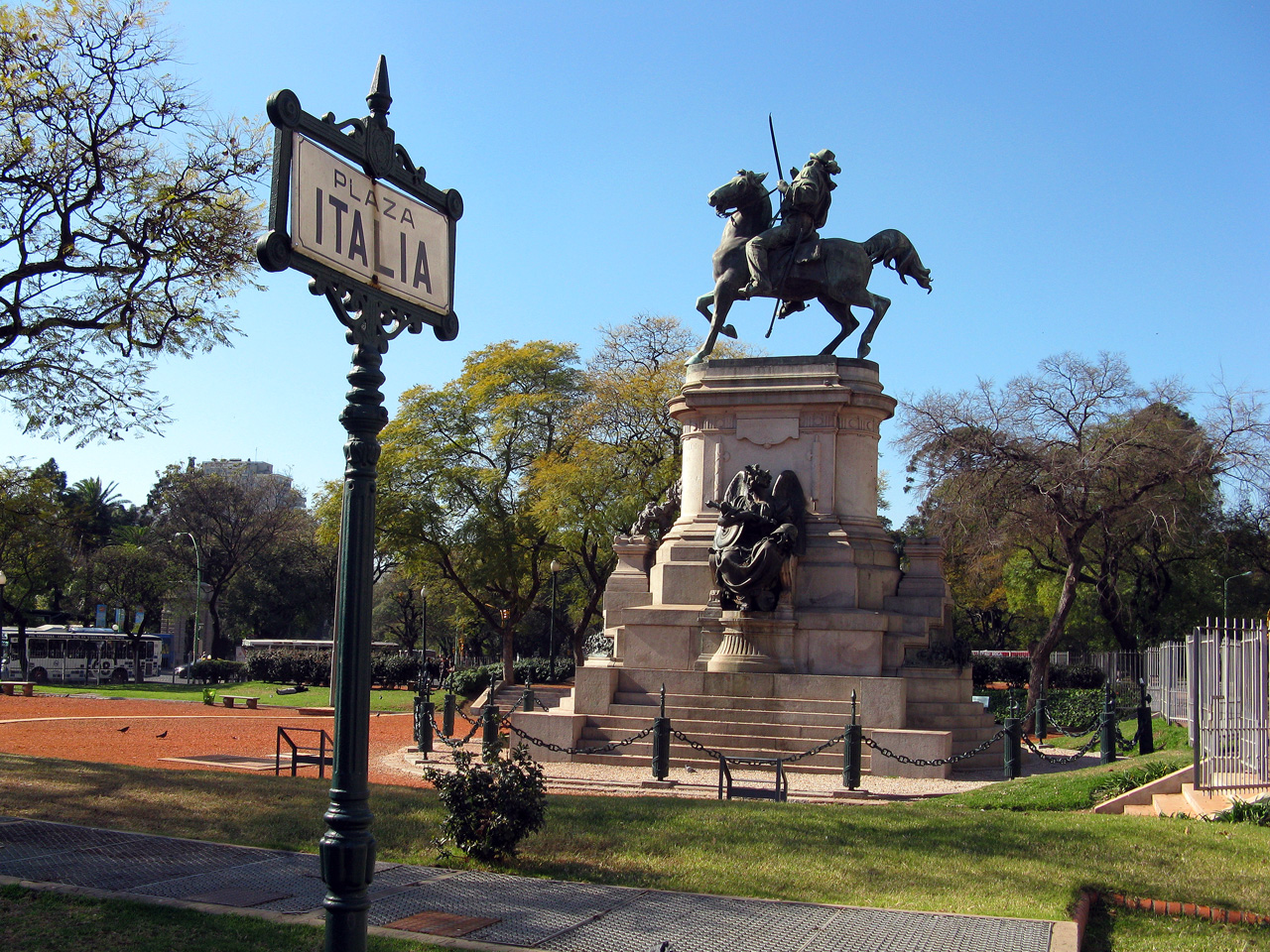
La Plaza Italia
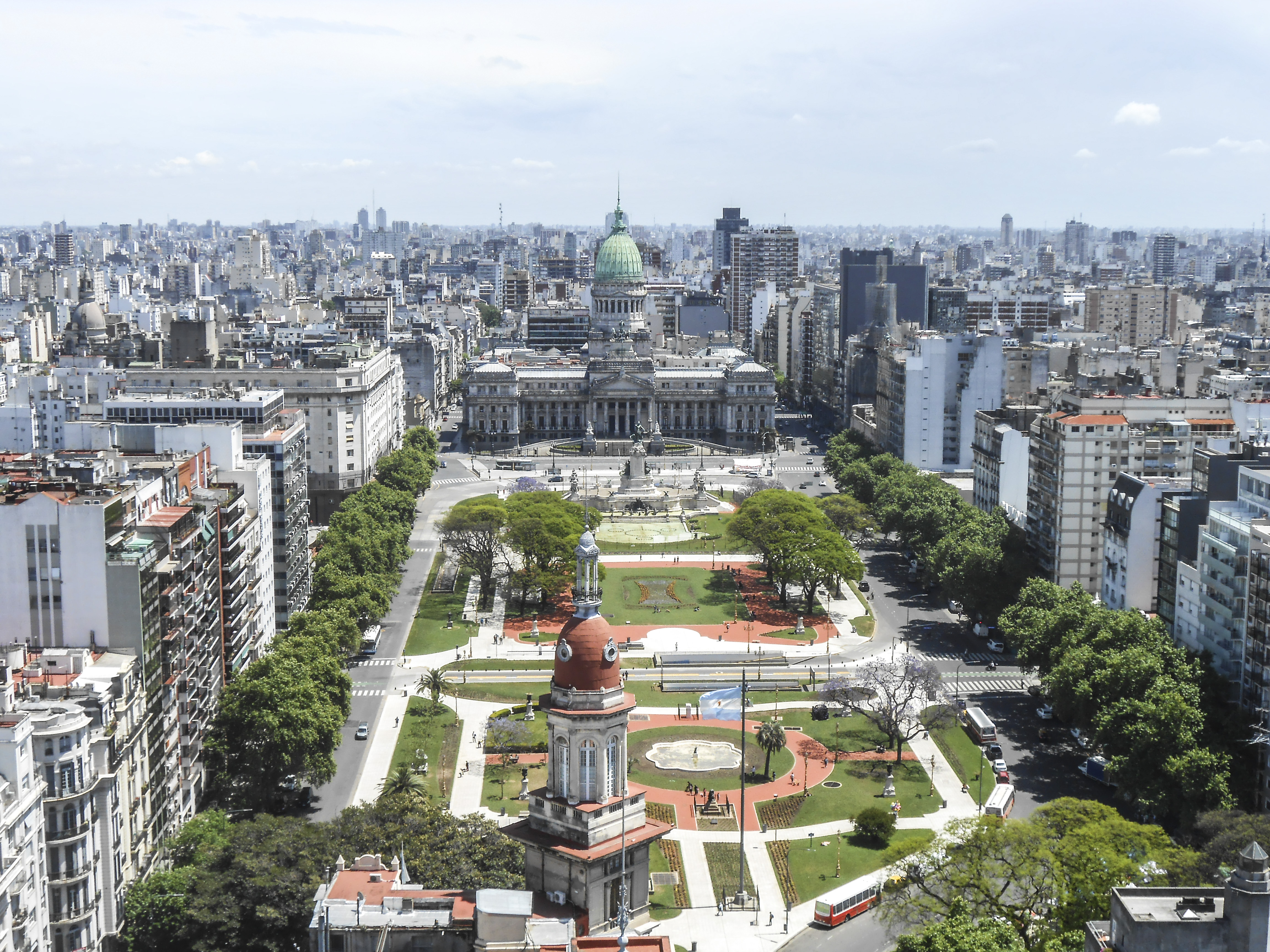
La place du Congrès

### Musique
La musique est composée par l'Argentin Federico Jusid.
Les chansons des années 1970 y sont également entendues : No pibe, Porque hoy nací et Jugo de tomate sont interprétées par le groupe de blues et rock argentin Manal, Salgan al sol, par Billy Bond et La Pesada del Rock and Roll, Blues del atardecer, par El Reloj, Post-crucifixión, par Pescado Rabioso (entendue durant une partie de Truco (es)), ainsi que les voix de Mercedes Sosa et Carlos Gardel.

Ainsi que des groupes récents comme Él Mató a un Policía Motorizado.
Liste de pistes
1. Limbo (0:56)
2. El Eternauta (3:07)
3. Hombres-Robots (1:39)
4. Hay algo en el aire (4:21)
5. Sol (2:39)
6. Cascarudos (1:33)
7. Lo que se rompió es el mundo (1:59)
8. Maquinaria pesada (1:23)
9. Muralla (1:27)
10. Los "Manos" (2:51)
11. Campo de Mayo (1:25)
12. Antes de llegar abajo sos boleta (3:13)
13. Militares (1:40)
14. Casa rodante (1:16)
15. Restos de formación (1:33)
16. Tres ráfagas (1:02)
17. San Jorge (1:12)
18. Exterminio (1:10)
19. Lo viejo funciona (1:24)
20. Armemos un traje (1:45)
21. Clara (2:03)
22. ¡Se escucha, carajo! (1:17)
23. Fuga (1:28)
24. Buenos Aires nevada (1:33)

### Fiche technique
Sauf indication contraire, les informations mentionnées dans cette section peuvent être confirmées par la base de données cinématographiques IMDb,  présente dans la section « Liens externes ».
- Titre original : El Eternauta
- Titre français : L'Éternaute
- Création : Bruno Stagnaro (es)
- Réalisation : Bruno Stagnaro
- Scénario : María Alicia Garcías, Bruno Stagnaro, Gabriel Stagnaro, Ariel Staltari et Martin Wain, d'après la bande dessinée argentine, L'Éternaute, de Héctor Germán Oesterheld et Francisco Solano López
- Musique : Federico Jusid (es)
- Décors : María Battaglia et Julián Romera[2]
- Photographie : Gastón Girod[2]
- Son : Nahuel De Camillis et Martín Grignaschi
- Montage : Alejandro Brodersohn et Alejandro Parysow
- Production : Diego Copello, Leticia Cristi, Matías Mosteirin et Hugo Sigman[2],[1]
  - Production exécutive : Laura Bruno, Micky Buyé, Rodrigo Cala, Analía Castro, Ricardo Darín, et Martín Mórtola Oesterheld
- Société de production : K&S Films et Netflix[2]
- Société de distribution : Netflix
- Pays de production :  Argentine
- Langue originale : espagnol
- Format : couleur — 4K (UHDV) — son Dolby Atmos
- Genre : Action, aventure, drame, science-fiction post-apocalyptique, survie
- Nombre de saisons : 1
- Nombre d'épisodes : 6
- Durée : 44 à 68 minutes
- Date de sortie : 30 avril 2025 sur Netflix

## Épisodes

### Première saison
L'Éternaute comprend six épisodes, diffusés intégralement le 30 avril 2025 :
1. Truco nocturne (Noche de truco)
2. Prenez le soleil (Salgan al sol)
3. Magnétisme (El magnetismo)
4. Credo (Credo)
5. Horizon (Paisaje)
6. Jugo de tomate frío (Jugo de tomate frío)

### Seconde saison
La seconde saison est confirmée.

## Accueil

### Audience
Une semaine après la première diffusion sur Netflix, L'Éternaute est à la première place du Top 10 au niveau mondial non anglophone, avec 10,8 millions de vues, et du Top 10 hebdomadaire dans 87 pays, tels que le Brésil, la France, l'Inde, les États-Unis, l'Italie, le Mexique, l'Allemagne et l'Espagne…

### Accueil critique

#### Argentine
Sur le site Filmaffinity, elle reçoit le score de 7.1⁄10 avec 2 874 notes, dont 48 critiques.
Diego Batlle, du webzine Otros Cines semble être satisfait du fait que « la série est assez fidèle à l'esprit de la bande dessinée originale en termes d'atmosphères, d'esthétique, de lieux et d'autres récits (…) » et Santiago García, du webzine Leer Cine, assure qu'elle a également « de rythmes du genre, générant de l'attente, du suspense et, grâce à Bruno Stagnaro, des moments claustrophobes assez inquiétants ».

#### France
Sur le site Allociné, elle reçoit le score de 3.1⁄5 avec 195 notes, dont 61 critiques.
Michel Valentin, du journal Le Parisien, prévient qu'« après un premier volet très lent à démarrer, notamment pour cause de longue exposition des différents personnages principaux, l’action prend ensuite le dessus dans l’intrigue, et la continuation apparaît très prometteuse ».

## Controverse
Dans un article publié à la fin avril 2025, quelques jours avant la diffusion de L'Éternaute sur Netflix, le quotidien argentin La Nación affirme que la série américaine Falling Skies (2011-2015), créée par Robert Rodat et produite par Steven Spielberg, contient des similitudes dans son récit avec la bande dessinée argentine, El eternauta (1957), — notamment l'invasion des extraterrestres, la protection familiale et surtout le système de contrôle mental — et soulève des soupçons de plagiat.
Selon le webzine américain, Screen Rant, « il semblerait, par ailleurs, que même Falling Skies a été directement inspirée par la bande dessinée argentine, de l'apparence des insectes appelés Skitters à la destruction de la technologie de communication sur Terre » : « il y a beaucoup de similitudes avec L'Éternaute » sauf que « c'est plus axé sur l'action que L'Éternaute, mais il n'existe probablement pas de meilleur exemple de la série télévisée mettant l'accent sur une mystérieuse invasion extraterrestre que Falling Skies ».